# Campo Santo Teutonico

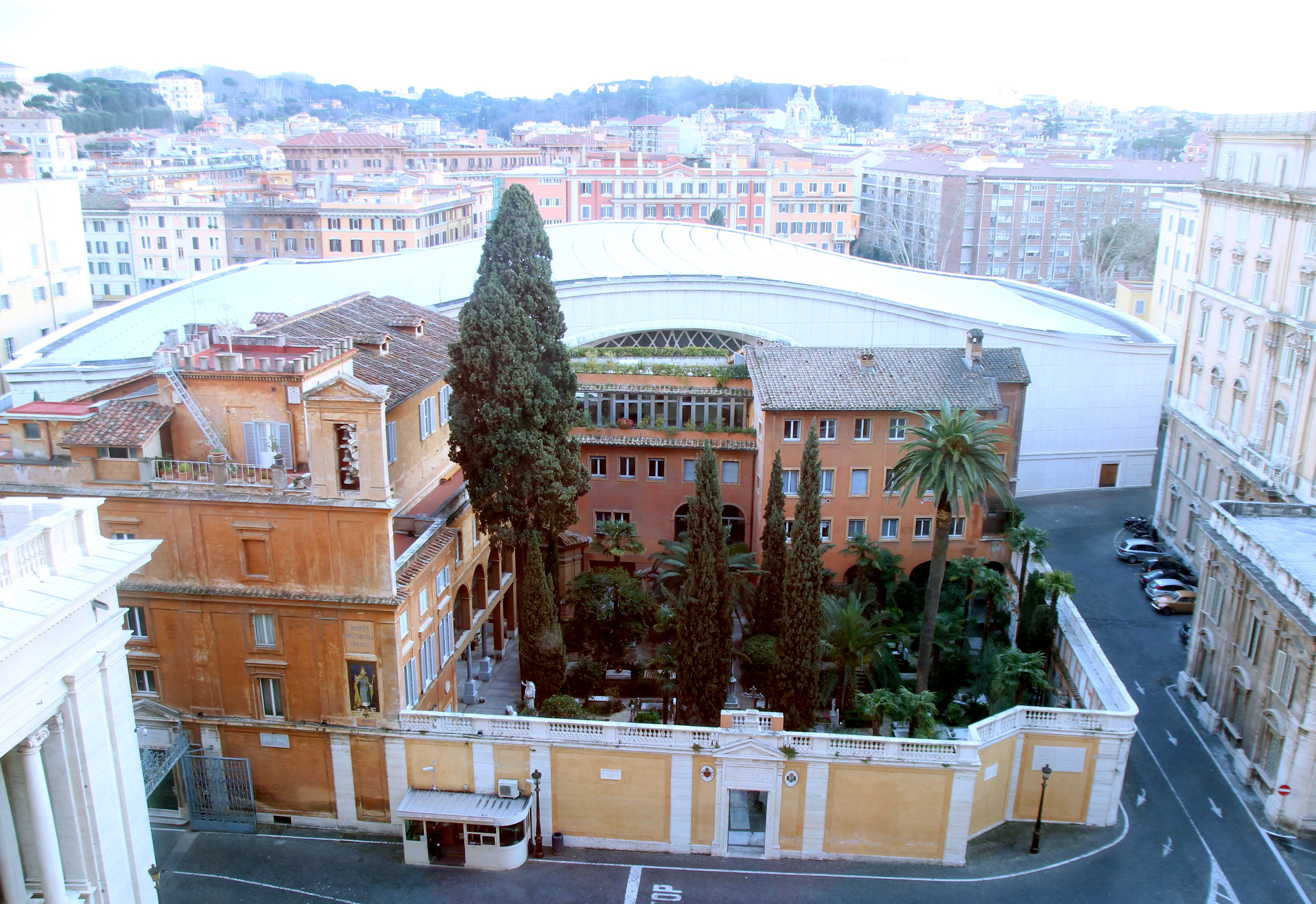
O Campo Santo Teutonico, visto da Basílica de São Pedro

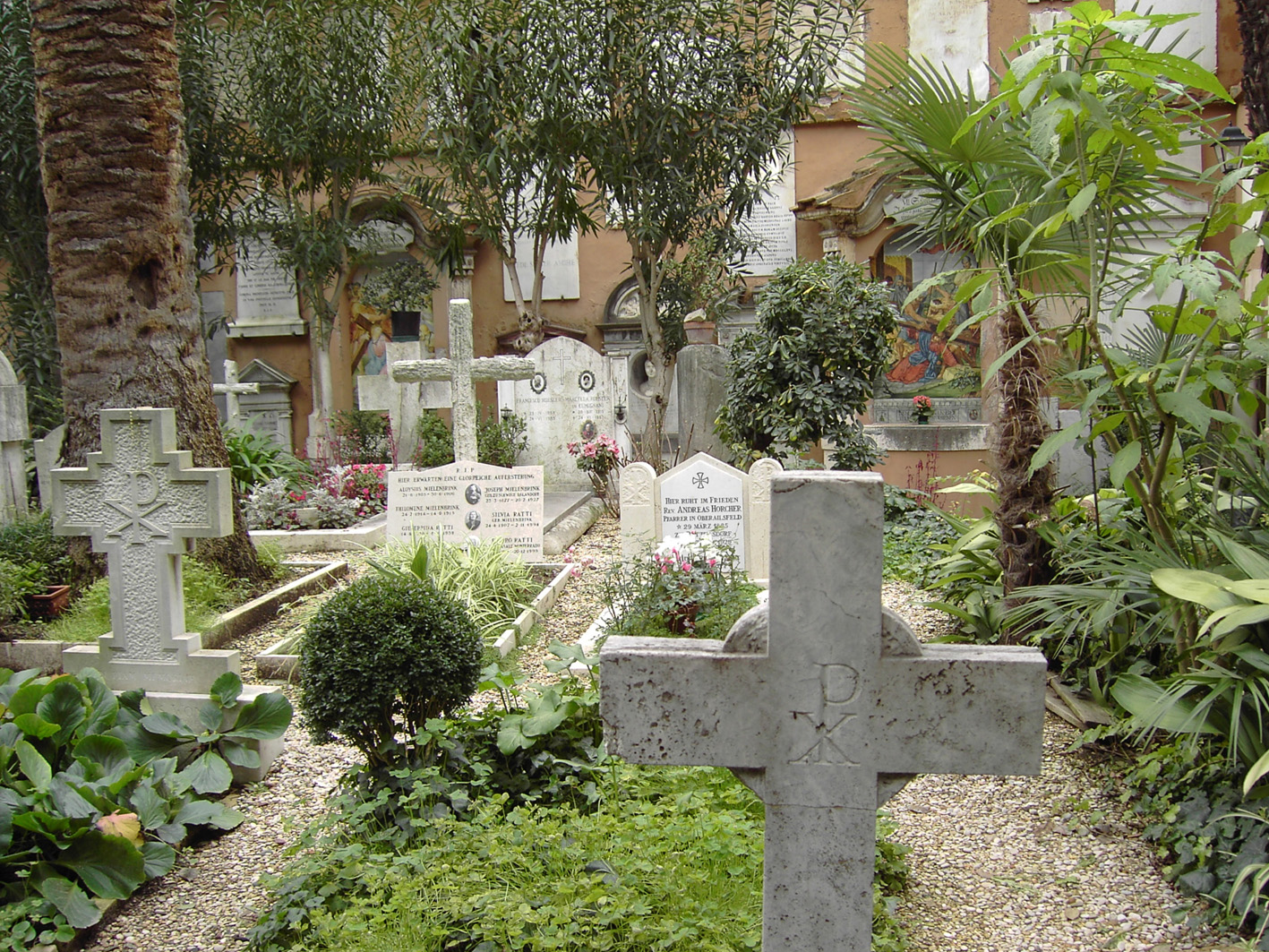
O cemitério

Campo Santo Teutonico (oficialmente denominado Campo Santo dei Teutonici e dei Fiamminghi, também Camposanto Teutonico), conhecido em português como Cemitério Germânico ou Cemitério Teutônico, denomina o cemitério germânico e o complexo de edifícios vizinhos no Vaticano.
A igreja de Santa Maria della Pietà in Camposanto dei Teutonici, a igreja nacional em Roma da Áustria, Alemanha e Países Baixos, está localizada dentro do complexo, assim como o Collegio Teutonico del Campo Santo.